# Adriana Stoichițoiu-Ichim
Adriana Stoichițoiu-Ichim (n. 24 decembrie 1950, București) este autoarea a peste 50 de studii și articole publicate în jurnalele de specialitate (lexicologie, semantică lexicală, stilistică funcțională etc.). Este doctor în filologie, conferențiar în cadrul Facultății de Litere a Universității din București, membru al Societății de Științe Filologice din România și al Societății Internaționale de Lingvistică Funcțională.

## Biografie
Adriana Stoichițoiu-Ichim s-a născut la București, unde a absolvit în anul 1969 Facultatea de Limba și Literatura Română. S-a specializat pe domeniile Filologie și, ulterior, Lingvistică. A studiat mult timp în străinătate, în țări precum Austria (1977) sau SUA (1981). A publicat numeroase lucrări științifice ce au ca subiect central vocabularul limbii române și degradarea acestuia în timp. Acest fenomen se datorează invaziei tot mai mari a neologismelor. Una dintre lucrările sale pe acest domeniu se numește Vocabularul limbii române actuale. Dinamică, influențe, creativitate. și a fost publicată în anul 2001 (revizuită și îmbunătățită în 2005, 2007 și 2008) la Editura All din București. În prezent, Adriana Stoichițoiu-Ichim este profesor universitar la Universitatea din București. 

## Studii
- Liceul Teoretic „Matei Basarab” din București, secția umanistă, absolvit în 1969 (media 10 la bacalaureat);
- Facultatea de Limba și Literatura Română – Universitatea din București, specializarea Limba română – Limba franceză, absolvită în 1973 (cu media generală 9,97);
- Doctorat în filologie (1984).

## Activitate didactică
- În cadrul Universității din București (Facultatea de Litere: Română – Limbă străină; Comunicare și Relații Publice; Relații Internaționale și Studii Culturale; Bibliologie și Știința Informării; Colegiul de Birotică și Secretariat; Învățământ Deschis la Distanță la Litere, CRP și CREDIS; Facultatea de Limbi Străine; Facultatea de Teologie Ortodoxă; Facultatea de Geografie; Colegiul de Institutori; Învățământ fără frecvență; Reconversie profesională);

- În cadrul universităților independente „Hyperion” (1990 – 2002) și „Fortuna” (2001 – 2003) – cursuri și seminarii de „Limba română contemporană”; „Stilistică generală și funcțională”; „Lingvistică generală”; îndrumare lucrări de diplomă (circa 30);

## Activitate de cercetare
Domenii:
- Limba română contemporană (Lexicologie; Semantică; Terminologii; Dinamica lexicului; Influența engleză);
- Stilistică funcțională și semiotică (limbaj științific, juridic-administrativ, publicistic, politic, discurs publicitar, argou);
- Istoria limbii române literare (vocabularul românesc din sec. XX și actual);
- Didactica limbajelor specializate (juridic, medical, politic);
- Metodica predării românei ca limbă maternă și ca limbă străină;
- Cultivarea limbii (normă și abatere).

## Experiență profesională
Titluri academice: doctor în filologie (1984) cu teza Stilul juridic în româna actuală (conducător științific acad. Ion Coteanu), publicată sub titlul Semiotica discursului juridic, Editura Universității din București, 2001 (ediția a doua - 2006). 
Stagii de specializare în străinătate: Salzburg Seminar in American Studies – Austria (1977) – „Dezvoltare și comunicare”; Universitatea din Ann Arbor, Michigan – SUA (1981) – „Visiting Researcher”, în cadrul programului Fulbright. 

## Funcții deținute
- Filolog la Laboratorul de Psiholingvistică al Universității din București (1.09.1973 – 31.08.1974);
- Asistent la Facultatea de Limba și Literatura Română, Catedra de Limba Română (suplinitor din 1.09.1974), titularizat prin concurs (din 15.09.1976);
- Lector la Catedra de Limba Română, titularizat prin concurs (din 18.02.1991);
- Conferențiar la aceeași catedră prin concurs (din 1.10.2000 și în prezent);
- Profesor la aceeași catedră prin concurs (din 1.10.2006 și în prezent);
- Cercetător științific (CP II) – cumul de funcții ½ normă – la Institutul de Lingvistică al Academiei Române „Iorgu Iordan – Al. Rosetti” (din 1.01.2006 și în prezent).

## Publicații
Teza de doctorat: Stilul juridic în româna actuală (1984) – conducător științific acad. Ion Coteanu; publicată sub titlul Semiotica discursului juridic, Editura Universității, București, 2001 (2006 – ediția a doua). 
Volume publicate:
- Semiotica discursului juridic, Editura Universității, București, 2001, (2008) 218 p.
- Vocabularul limbii române actuale. Dinamică, influențe, creativitate, Editura ALL, București, 2001, (2005, 2007, 2008), 158 p.
- Creativitate lexicală în româna actuală, Editura Universității, București, 2006, 380 p.
- Aspecte ale influenței engleze în româna actuală, Editura Universității, București, 2006, 240 p.